# Robert Malm
Pour les articles homonymes, voir Malm.
Robert Malm, né le 21 août 1973 à Dunkerque (France), est un footballeur international togolais qui évolue au poste d'attaquant de 1990 à 2010. Aujourd’hui, il est consultant sur la chaîne beIN Sports.

## Biographie
Il a disputé son premier match en D1 lors d'un Le Havre - Lens (1-0) en 1992. 
Champion du monde militaire en 1995, avec Roger Lemerre comme coach, il a également été présélectionné en équipe de France espoirs. 
Il a connu de nombreux clubs durant sa carrière. Malm a accepté la proposition de l'équipe du Togo pour participer à la Coupe du monde 2006. 
Le 31 janvier 2008, il résilie son contrat avec Montpellier (L2) pour s'engager avec Nîmes (National), club avec lequel il inscrit 16 buts en 16 matches, devenant le meilleur buteur du club et un artisan important de la montée en L2. Le 24 août 2009, il signe pour 2 ans en faveur de l'AS Cannes afin de faire monter le club en L2, avant de résilier son contrat en janvier 2010.
Depuis, il est devenu consultant pour Eurosport pour les rencontres de L2 lors de la saison 2010-2011. En août 2011, il est engagé par l'AS Cherbourg Football comme responsable de la formation. En 2012, il devient consultant pour la chaîne de télévision beIN Sports. Il assume également la fonction d'entraîneur des attaquants au centre de formation et à la section amateur du PSG.